# Cine asiático

Animación de dibujo en un recipiente de cerámica encontrado en Shahr-i Sokhta, ahora en el Museo Nacional de Irán.

Reproducción de los cinco dibujos pintados alrededor de la vasija de cerámica, una cabra camina hacia un árbol, lo sube, come hojas y baja. Este es uno de los ejemplos más antiguos de intentos de mostrar movimiento a través de la animación.

El cine asiático se refiere a las industrias cinematográficas y películas producidas en el continente de Asia, y también se le conoce como cine oriental. Sin embargo, se usa con mayor frecuencia para referirse al cine del este, sureste y del sudeste. El cine de Asia occidental a veces se clasifica como parte del cine del Oriente Medio, junto con el cine de Egipto. El cine de Asia Central a menudo se agrupa con Oriente Medio o, en el pasado, con el cine soviético durante la era soviética de Asia Central. El cine asiático siberiano domina el Asia del Norte y, por tanto, se le considera parte del cine europeo.
El cine asiático oriental se caracteriza por el cine del Japón, China, Hong Kong, Taiwán y Corea del Sur, incluida la industria japonesa del anime y las películas de acción de Hong Kong. El cine del sudeste asiático se caracteriza por el cine de Filipinas, Tailandia, Indonesia y otros países del sudeste asiático. El cine de Asia Central y el Cáucaso meridional se caracteriza por el cine iraní y Tayikistán. El cine de Asia occidental se caracteriza por el cine árabe, el cine iraní, cine israelí, el cine judío y el cine turco. Finalmente, el cine del sur de Asia se caracteriza por el cine de India, que incluye las industrias cinematográfica de Bollywood, la India del Sur, Bengala Occidental y Punjabi, este último también agrupado junto con el cine de Pakistán, mientras que el cine bengalí también está tipificado por el cine de Bangladés. Las películas nepalíes están tipificadas por el cine del Nepal.

## Historia

### Precursores

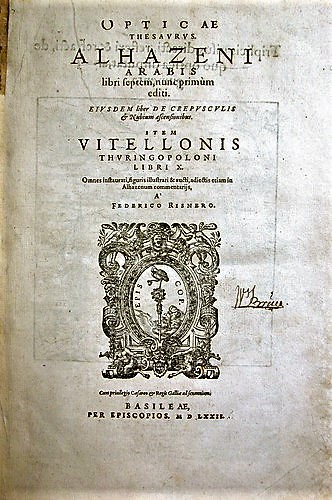
Libro de Óptica por Alhacén.

Un cuenco de arcilla de 5.200 años de antigüedad encontrado en Shahr-i Sokhta, en Irán, tiene cinco imágenes de una cabra pintadas a los lados. Se cree que este es un ejemplo de animación de los más tempranos.
Mozi, un filósofo chino del año 500 aC, reflexionó sobre el fenómeno de la luz invertida proveniente del mundo exterior que resplandecía a través de un pequeño agujero en la pared opuesta de una habitación oscura. Las sombras aparecieron por primera vez durante la dinastía Han y más tarde ganaron popularidad en toda Asia. Cerca del año 180, Ding Huan (丁緩) creó un zootropo elemental en China.
En 1021, Alhacén, un científico iraquí, experimentó con el mismo principio óptico descrito por Mozi, y escribió sobre los resultados en su Libro de Óptica, que proporcionó la primera descripción clara, y el análisis correcto de la cámara oscura. Su experimento de lámpara, donde varias fuentes de luz diferentes se disponen en un área grande, fue el primero de proyectar con éxito una imagen completa desde el exterior a una pantalla en el interior con la cámara oscura.

### Películas mudas
Los primeros cortometrajes de Asia se produjeron durante la década de 1890. Fueron producidos en Japón para Bake Jizo y Shinin no Sosei, ambos de 1898. El primer cortometraje indio también fue producido en 1898, The Flower of Pèrsia , dirigido por Hiralal Sen.

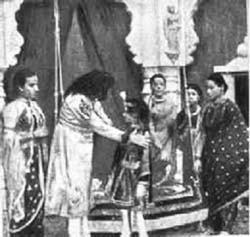
Raja Harishchandra (1913), película dirigida por Dhundiraj Govind Phalke.

A comienzos de 1900, las películas mudas israelíes se proyectaron en sitios cubiertos, cafés y de otras estructuras temporales. En 1905, Café Lorenz abrió en Jaffa Road en el barrio judío de Neve Tzedek. A partir de 1909, la familia Lorenz comenzó a proyectar películas en el café. En 1925, el cine Kess se alojó allí por un corto tiempo. El primer largometraje del Asia del Este, fue The Life Story of Tasuke Shiobara (1912) de Japón. Le siguió el primer largometraje mudo de la India, un drama de época Raja Harishchandra (1913), de Dhundiraj Govind Phalke, considerado el padre del cine indio. En la década siguiente, la producción de cine indio tuvo un promedio de 27 películas por año. Por otra parte, en Filipinas, la primera película producida fue La vida de José Rizal en 1912, de Edward Meyer Gross. José Nepomuceno compró su primer equipo de película a Albert Yearsley y Edward Meyer Gross el 15 de mayo de 1917 y durante los dos años siguientes, Nepomuceno practicó el uso del equipo como preparación para la producción del primer largometraje de producción local de Filipinas. La primera película producida en Filipinas fue Dalagang Bukid. La película fue lanzada con subtítulos en inglés, español y tagalo. Durante su carrera teatral, la actriz principal Atang de la Rama tuvo que cantar Nabasag na Banga a -una canción que es parte de la película- para cada proyección de la película en Manila, junto con otras tres personas tocando un violín, una corneta y un piano.
En la década de 1920, el recién nacido cine soviético fue el más radicalmente innovador. Allí, la destreza de la edición, especialmente, adelantó, yendo más allá de su papel anterior en el avance de una historia. Sergei Eisenstein perfeccionó la técnica del llamado montaje dialéctico o intelectual, que se esforzó para hacer que las imágenes no fueran lineales, a menudo violentamente enfrentadas, expresaran ideas y provocaran reacciones emocionales e intelectuales al espectador. Sergei Eisenstein marcó una nota de acuerdo en «un enfoque dialéctico a la forma cinematográfica» cuando notó que el montaje es «el nervio del cine» y que «determinar la naturaleza de montaje es resolver el problema específico del cine». Las teorías cinematográficas soviéticas se basaban mucho en el redireccionamiento del montaje del análisis cinematográfico hacia el lenguaje, una gramática literal del cine. Una comprensión semiótica del cine, por ejemplo, está en deuda y por contraste con la descarada transposición del lenguaje de Sergei Eisenstein «de maneras completamente nuevas».Metz, Christian (1974). Film Language; A Semiotics of Cinema. Oxford University Press.

### Películas sonoras

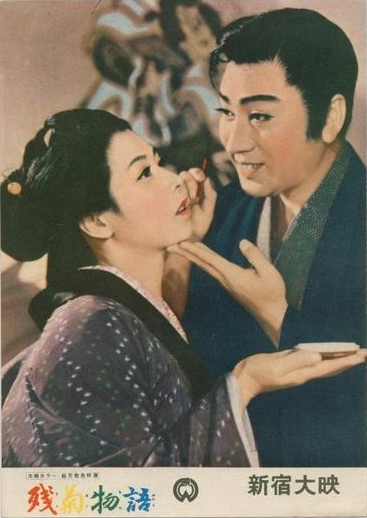
Zangiku monogatari (1939) «La historia del último crisantemo» dirigida por Kenji Mizoguchi.

Las películas sonoras comenzaron a producirse en Asia desde la década de 1930. Algunos cortos de sonido japoneses se hicieron en los años 1920 y 1930, pero el primer talkie de Japón fue Fujiwara Yoshie no Furusato (1930), que utilizó el 'Mina Talkie System'. Las primeras películas sonoras notables del cine de Japón de Kenji Mizoguchi incluyen Sisters of the Gion (1936), Osaka Elegy (1936) y Zangiku monogatari (1939), junto con Sadao Yamanaka Humanity and Paper Balloons (1937) y Wife, Be Like A Rose! (1935) de Mikio Naruse, que fue una de las primeras películas japonesas en obtener un lanzamiento teatral a los Estados Unidos. En 1935 Yasujiro Ozu también dirigió An Inn in Tokyo, considerado  el precursor del género del neorrealismo.
Ardeshir Irani lanzó Alam Ahora la primera película hablada de la India, el 14 de marzo de 1931. Tras el inicio del talkie en la India, algunas estrellas de cine fueron muy buscadas y obtuvieron ingresos cómodos a través de la actuación. A medida que avanzó la tecnología del sonido, en la década de 1930 tuvo lugar el apogeo de la música en el cine indio, con musicales como Indra Sabha y Devi Devyani que marcaron el comienzo de la canción y el baile en las películas de la India. Los estudios surgieron en ciudades importantes como Chennai, Calcuta y Bombay donde el cine se convirtió en un arte establecido en 1935, ejemplificado por el éxito del film Devdas, que había logrado cautivar a las audiencias de todo el país.

### Edad de oro
Tras el final de la Segunda Guerra Mundial a mediados de la década de 1940, el período desde finales de la década de 1940 hasta la década de 1960 se considera la «Edad de Oro» del cine asiático.
Muchas de las películas más aclamadas de todos los tiempos asiáticos se produjeron durante este período, incluyendo de los directores: Yasujirō Ozu Late Spring (1949) y Tokyo Story (1953); Akira Kurosawa Rashomon (1950), Ikiru (1952), Seven Samurai (1954) y Throne of Blood (1957); Kenji Mizoguchi The Life of Oharu (1952), Sansho the Bailiff (1954) y Ugetsu (1954); Satyajit Ray The Apu Trilogy (1955–1959), The Music Room (1958) y Charulata (1964); Guru Dutt Pyaasa (1957) y Kaagaz Ke Phool (1959); Fei Mu Spring in a Small Town (1948);  Raj Kapoor Awaara (1951); Mikio Naruse Floating Clouds (1955) o Mehboob Khan Madre India (1957) (1962).
El cine de Malasia también tuvo su «Edad de oro» en el período de posguerra de los años cincuenta y sesenta. El período fue testigo de la introducción del sistema de estudio del cine en Malasia y de influencias de Hollywood, el cine emergente de Hong Kong y, en particular, las industrias cinematográficas indias y japonesas que estaban experimentando una Edad de Oro.
La década de 1960 fue la «edad de oro» del cine camboyano. Se iniciaron varias compañías de producción y se construyeron más salas de cine en todo el país. Más de 300 películas fueron hechas en Camboya durante la época. En ese momento, varias películas en idioma jemer fueron bien recibidas en sus países vecinos.

## Edad Contemporánea
A finales de los años 60 y principios de los 70, el cine japonés había comenzado a verse seriamente afectado por el colapso del sistema de estudio. A medida que el cine japonés se deslizaba en un período de relativamente baja visibilidad, el cine de Hong Kong entró en un renacimiento dramático propio, en gran parte un efecto secundario del desarrollo de la mezcla de acción, historia y preocupaciones espirituales de Wuxia. Varias figuras importantes surgieron en Hong Kong en este momento, quizás el más famoso, King Hu, cuyo Come Drink with Me en 1966 fue una influencia clave en muchos desarrollos cinematográficos posteriores de Hong Kong. Poco después, el estadounidense Bruce Lee se convirtió en un ícono mundial en la década de 1970.
A partir de 1969, la Nueva Ola iraní condujo al crecimiento del cine iraní , que más tarde lograría el reconocimiento internacional en los años 80 y 90. Las figuras más notables de la nueva ola iraní son Abbas Kiarostami, Asghar Farhadi, Ebrahim Golestan , Bahram Beyzai, Darius Mehrjui, Mohsen Makhmalbaf Masoud Kimiay, Sohrab Shahid-Saless, Majid Majidi, Samira Makhmalbaf. Las características de la película iraní New Wave, en particular las obras de Abbas Kiarostami, han sido clasificadas por algunos como posmodernas.
La década de 1970 también vio el establecimiento del cine de Bangladés tras la independencia del país en 1971. Una de las primeras películas producidas en Bangladés después de la independencia fue Titash Ekti Nadir Naam en 1973 por el aclamado director Ritwik Ghatak, cuya talla en el cine bengalí es comparable a la de Satyajit Ray y Mrinal Sen. Otra gran película de Bangladés de Mita es Lathial, fueron las mejores películas del año de 1975. Lathial obtuvo el primer premio nacional como la mejor película, y Mita obtuvo el primer premio nacional como mejor director.
Durante la década de 1980, el cine japonés, ayudado por el auge de la cinematografía independiente y el espectacular éxito del anime, comenzó a hacer algo como una reaparición internacional. Simultáneamente, una nueva generación de cineastas chinos post- Mao Zedong comenzó a ganar atención mundial. Otro grupo de cineastas, centrado alrededor de Edward Yang y Hou Hsiao-Hsien, lanzó lo que se conoce como el Cine de Taiwán.